# Lobelia hartlaubii
Lobelia hartlaubii là loài thực vật có hoa trong họ Hoa chuông. Loài này được Buchenau mô tả khoa học đầu tiên năm 1881.